# Liste der Bodendenkmale in Frohburg
In der Liste der Bodendenkmale in Frohburg sind die Bodendenkmale der Stadt Frohburg und ihrer Ortsteile nach dem Stand der Auflistung von Klaus Kroitzsch und Harald Quietzsch aus dem Jahr 1984 aufgelistet. Eventuelle Änderungen und Ergänzungen, insbesondere aus der Zeit nach der Wende, sind nicht berücksichtigt, da für Sachsen aktuell keine neueren allgemein zugänglichen Bodendenkmallisten vorliegen. Die Baudenkmale sind in der Liste der Kulturdenkmale in Frohburg aufgeführt.
| Denkmal-ID | Fundart            | Ortsteil    | Bezeichnung                         | Zeitstellung    | Lage | Bemerkungen | Bild |
| ---------- | ------------------ | ----------- | ----------------------------------- | --------------- | --- | --- | ---- |
| ?          | Befestigung > Burg | Benndorf    | Wasserburg                          | Mittelalter     | westlicher Ortsrand, Gutsbereich, Wyhraniederung                                                                                      | befestigter Hof, überbaut und erweitert, wasserführender Graben erhalten, Schutz seit 10. Januar 1974 |      |
| ?          | Befestigung > Burg | Flößberg    | Wasserburg                          | Mittelalter     | östliche Ortslage, Gutsbereich, Eulaniederung                                                                                         | oberflächlich nicht mehr erkennbar, Schutz seit 26. Juni 1935, erneuert 1. August 1958 |      |
| ?          | Befestigung > Burg | Frohburg    | Wehranlage                          | Mittelalter     | südlicher Ortsteil, nördlicher Gutsbereich, Geländesporn über der Wyhra                                                               | durch Schloss überbaut, Halsgraben als flache Senke erkennbar, Schutz seit 10. Januar 1974 |      |
| ?          | Befestigung > Burg | Gnandstein  | Wehranlage                          | Mittelalter     | nordöstlicher Ortsrand, Burgbereich, Geländesporn über der Wyhra                                                                      | langrechteckige Spornburg, Schutz seit 10. Januar 1974 |      |
| ?          | besonderer Stein   | Greifenhain | Steinkreuz                          | Spätmittelalter | westlich des Orts, südlich der Straße nach Frohburg an einem abzweigenden Feldweg                                                     | jüngere Jahreszahl 1813 eingeritzt, Schutz seit 15. Dezember 1962 |      |
| ?          | besonderer Stein   | Jahnshain   | Steinkreuz                          | Spätmittelalter | im Ort, am Verbindungsweg zwischen beiden Dorfzeilen                                                                                  | Schwert und menschliche Figur eingeritzt, Schutz seit 15. Dezember 1962 |      |
| ?          | Befestigung > Burg | Kohren      | Wehranlage                          | Slawenzeit      | nordwestlicher Ortsrand, westlich des Kirchhofs, Geländesporn über einer Bachschlinge der Ratte                                       | Abschnittsbefestigung in Spornlage, reste romanischer Bebauung, tiefer Halsgraben, ein weiterer verflachter Graben, Schutz seit 16. Oktober 1936, erneuert 1. August 1958                                                    |      |
| ?          | unbekannt          | Sahlis      | Erdwerk „Totenberg“                 | Mittelalter?    | südwestlich des Guts, Hochfläche westlich über einem Tal                                                                              | runder, terrassierter Hügel, vorgelagerter Wallzug, ein auf dem Hügel stehendes Bauwerk unbekannter Funktion wurde im 17. Jahrhundert zu einem Grabmonument umgestaltet, Schutz seit 19. März 1938, erneuert 29. Januar 1959 |      |
| ?          | besonderer Stein   | Schönau     | Steinkreuz                          | Spätmittelalter | nordnordöstlich des Orts, südsüdwestlich des Reststücks der ehemaligen Straße von Prießnitz nach Borna, an der Flurgrenze zu Flößberg | Dolch und Beil eingezeichnet, Schutz seit 15. Dezember 1962 |      |
| ?          | besonderer Stein   | Schönau     | Steinkreuz                          | Spätmittelalter | nordnordöstlich des Orts, südsüdwestlich des Reststücks der ehemaligen Straße von Prießnitz nach Borna, an der Flurgrenze zu Flößberg | Arme fehlen, Schwert und Axt eingezeichnet, Schutz seit 15. Dezember 1962 |      |
| ?          | Befestigung > Burg | Streitwald  | Wehranlage „Alte Burg“, „Wolfsburg“ | Mittelalter     | direkt südlich des Orts im Streitwald, westlich der Straße nach Kohren, Hochterrasse über der Wyhraniederung                          | künstliche Spornlage durch Gräben im Norden und Süden, dreifache Wall-Graben-Befestigung, Schutz seit 2. September 1935, erneuert 1. August 1958                                                                             |      |